# Nihon Toshokan Kyōkai

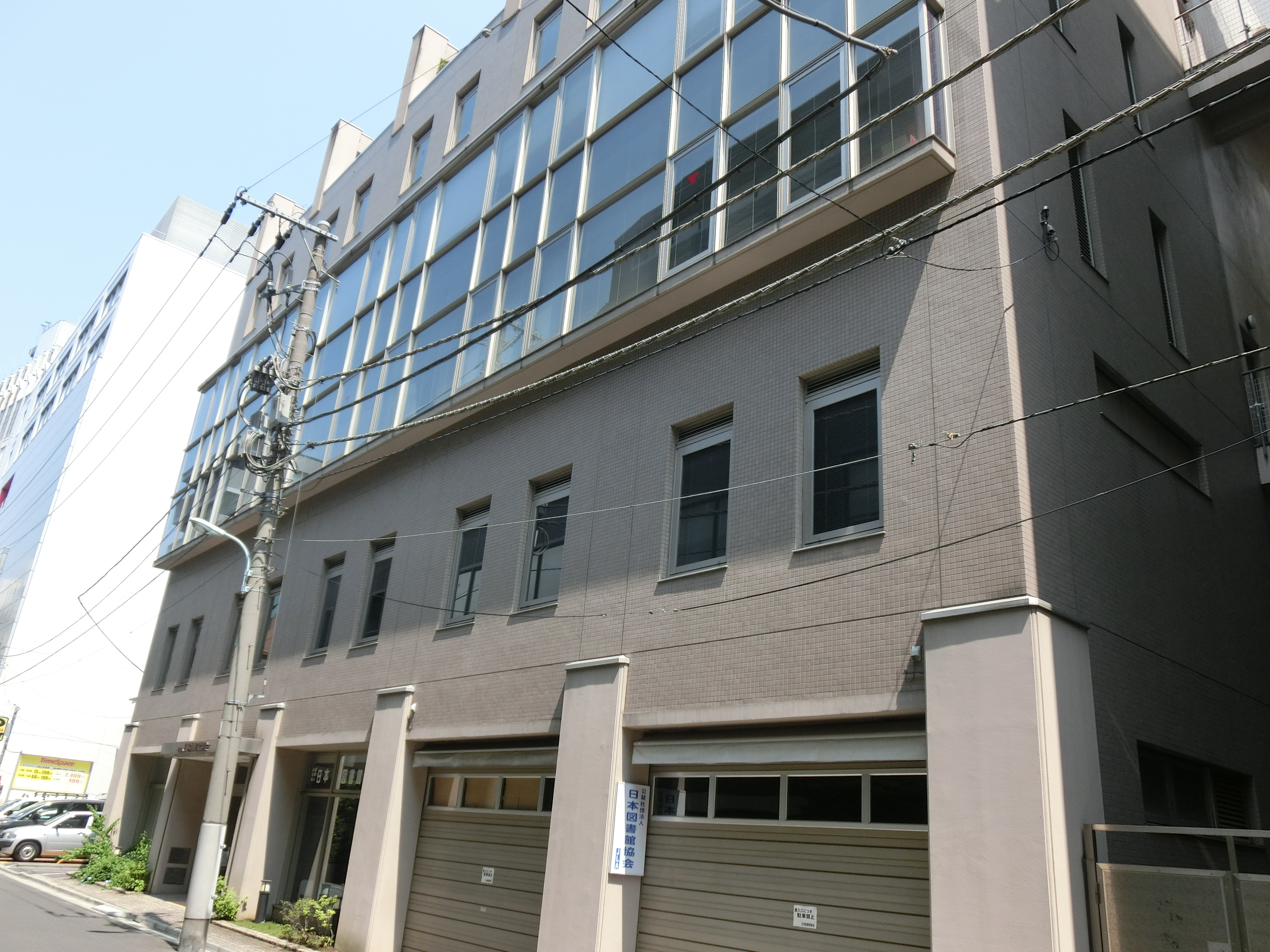
Sitz der Nihon Toshokan Kyōkai in Chūō, Tokio

Die Nihon Toshokan Kyōkai (jap. 日本図書館協会, engl. Japan Library Association, kurz JLA) ist der japanische Bibliotheksverband.

## Geschichte
Die JLA wurde 1892 gegründet. Nach der American Library Association und der Library Association, Vorgänger des britischen Chartered Institute of Library and Information Professionals, ist sie somit der weltweit drittälteste bibliothekarische Verband.:157

## Tätigkeit
Die JLA gibt fachliche Publikationen heraus und organisiert Konferenzen. Darüber hinaus vertritt sie bibliothekarische Interessen gegenüber staatlichen Institutionen.
Die JLA ist Mitglied der International Federation of Library Associations and Institutions (IFLA).